# Anatalavis
Anatalavis è un genere di uccelli estinti, appartenente agli anseriformi. Visse tra il Paleocene inferiore e l'Eocene inferiore (circa 66 - 50 milioni di anni fa) e i suoi resti fossili sono stati ritrovati in Nordamerica e in Europa.

## Descrizione
Questo animale doveva essere piuttosto simile a un'attuale oca-gazza (Anseranas semipalmata) sia come aspetto che come dimensioni, almeno per quanto riguarda la specie tipo Anatalavis rex. Al contrario dell'oca-gazza, però, Anatalavis possedeva un becco corto, molto largo e piatto, privo di uncino frontale; le ossa del becco erano molto sottili. L'area frontale era priva di casco osseo, e l'area di inserzione per il muscolo depressor mandibulae era molto ingrandita. L'omero era molto corto ed estremamente robusto. La pelvi era caratterizzata dalle parti anteriori dell'ilio particolarmente espanse e arrotondate. 

## Classificazione
I primi fossili di questo animale vennero ritrovati nella formazione Hornerstown nel New Jersey, risalente alla parte finale del Cretaceo superiore o più probabilmente all'inizio del Paleocene inferiore (circa 66-65 milioni di anni fa); inizialmente i fossili vennero attribuiti al genere Telmatornis (T. rex) da Shufeldt nel 1915 e considerati appartenere a un uccello caradriiforme arcaico. Solo successivamente, nel 1987, Olson e Parris riconobbero le affinità di questo taxon con gli anseriformi, il gruppo comprendente le oche e le anatre; la specie tipo venne quindi denominata Anatalavis rex. Un'altra specie, A. oxfordi, molto più grande della precedente, venne descritta dallo stesso Olson nel 1999 sulla base di resti fossili ritrovati nella London Clay nei pressi di Walton-on-the-Naze, in Inghilterra, in terreni dell'Eocene inferiore. 
Anatalavis è considerato un anseriforme basale e, benché a volte sia stato considerato uno stretto parente di Anseranas, più di recente è stato visto come un possibile rappresentante di una linea evolutiva distinta, comprendente anche Conflicto dell'Antartide (Santillana et al., 2019).